# (5933) Кемурджиан
(5933) Кемурджиан (лат. Kemurdzhian) — типичный астероид главного пояса, открыт 26 августа 1976 года советским астрономом Николаем Черных в Крымской астрофизической обсерватории и 14 декабря 1997 года назван в честь инженера-конструктора Александра Кемурджиана.

## Обнаружение и именование
(5933) Кемурджиан
Открыт 26 августа 1976 года в Научном Н. С. Черных.
Назван в честь Александра Леоновича Кемурджяна (р. 1921) — специалиста по проектированию космического транспорта и специализированных роботов для исследования поверхностей планет и их спутников. Он отвечал за разработку автономной двигательной установки «Лунохода-1» и «Лунохода-2», когда эти аппараты исследовали поверхность Луны в начале 1970-х годов. Впоследствии он возглавил разработку мобильных аппаратов для исследования Венеры, Марса и Фобоса. Название предложено первооткрывателем и поддержано ИТА.
Оригинальный текст (англ.)5933 Kemurdzhian
Discovered 1976-08-26 by Chernykh, N. S. at Nauchnyj.
Named in honor of Aleksandr Leonovich Kemurdzhian (b. 1921), an expert on the design of cosmic transportation and specialized robots for the investigation of the surfaces of planets and their satellites. He was responsible for designing the self-propulsion system of Lunokhod 1 and Lunokhod 2 as these vehicles explored the moonʹs surface in the early 1970s. Subsequently he headed the design of mobile apparatus for the investigation of Venus, Mars and Phobos. Name proposed by the discoverer following a suggestion by ITA.
Источники: DISCOVERY.DB; M.P.C. 31024.

## Орбита

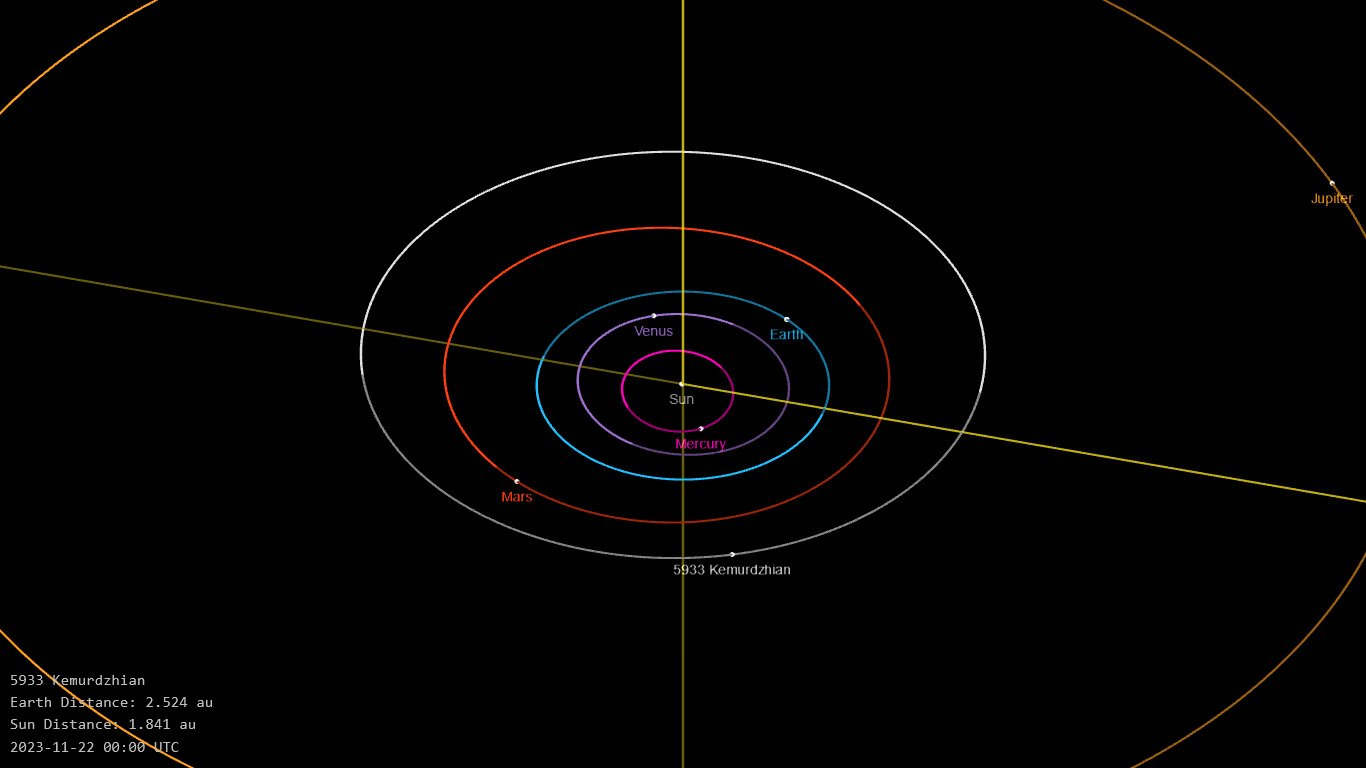
Орбита астероида Кемурджиан и его положение в Солнечной системе

## Физические характеристики
Астероид относится к таксономическому классу S.
По результатам наблюдений в видимом и ближнем инфракрасном диапазоне космического телескопа NEOWISE диаметр астероида оценивался равным 3,601±0,140 км и 2,90±0,37 км. Согласно тем же источникам альбедо оценивается как 0,3120±0,0243, 0,46±0,15 и 0,312±0,024.